# 武井大介
武井 大介（たけい だいすけ、1980年9月25日 - ）は、千葉県を登録地としている競輪選手。日本競輪学校（以下、競輪学校）第86期生。師匠は吉井秀仁（38期）。
タレントで元陸上競技選手の武井壮とはいとこ（大介の叔父の息子が壮）の関係にある。

## 来歴
千葉県立京葉工業高等学校時代、1997年の全国高等学校選抜自転車競技大会の1㎞タイムトライアルで2位。また1999年の全日本アマチュア自転車競技選手権大会（全アマ）及び、同年の国民体育大会の同種目でそれぞれ3位に入った。
競輪学校時代の在校競走成績は第5位（62勝）。
2001年8月1日、ホームバンクの千葉競輪場でデビューし1着。その後2走も勝利し、デビュー場所で完全優勝を飾った。
2004年、ヤンググランプリ（立川競輪場） 2位。
2008年、競輪祭 9位。ふるさとダービー（福井競輪場） 6位
2009年、東日本王座戦（高松競輪場） 4位。
2015年、オールスター競輪（松戸競輪場） 7位。